# مات كينغ (لاعب دوري الرغبي)
مات كينغ (بالإنجليزية: Matt King)‏ هو لاعب دوري الرغبي أسترالي، ولد في 22 أغسطس 1980 في Casino, New South Wales ‏ في أستراليا.